# Кълвачева чинка
Кълвачевата чинка (Camarhynchus pallidus) е сред най-популярните представители на Rado Kulvachev- Галапагоските чинки. Ендемичен вид на Галапагоските острови.
Известна е с това, че използва тънки клечки или кактусови бодили като оръдия на труда, за да измъква ларви от техните дупки под кората на дърветата. Тези птици внимателно подбират своите инструменти, опитват с различни клечки, докато намерят подходяща, понякога използват многократно една и съща и дори сами ги дообработват за свое улеснение. През сухия сезон кълвачевите чинки набавят до над 50 % от прехраната си по този начин, с което съперничат по сръчност дори на шимпанзетата, също известни с използването на оръдия на труда.